# Colli Bolognesi Classico Pignoletto
Colli Bolognesi Pignoletto è la  denominazione di origine controllata e garantita di un vino prodotto nelle provincie di Bologna e di Modena.

## Zona di produzione
La zona di produzione delle uve comprende le aree vitate presenti nei comuni di Monte San Pietro, Sasso Marconi, Marzabotto, Pianoro e in parte dei comuni di Bologna, Casalecchio di Reno,
Monterenzio,San Lazzaro di Savena, Valsamoggia, Zola Predosa e Savignano sul Panaro.

### Informazioni sulla zona geografica
L'area geografica della DOCG include la zona pedecollinare e di media collina compresa tra la vallata del Samoggia e l'ampia vallata del fiume Reno e da quelle minori dei torrenti Lavino e Idice.
Tutti questi corsi d'acqua hanno andamento perpendicolare all'asse appenninico e delimitano rilievi interfluviali dal profilo più o meno accentuato a seconda dei materiali geologici che attraversano. L'area è interessata dai seguenti principali paesaggi geologici:
Contrafforti e Rupi, 
Comprende rocce di età diversa che danno luogo ad un paesaggio segnato da rilievi, frequentemente di forma tabulare o di rupe, bordati da ripidi versanti e da pareti rocciose (contrafforti). Queste forme derivano dalla scarsa erodibilità delle rocce che compongono l'unità. Si tratta di arenarie stratificate, con subordinate marne e conglomerati.
Le rocce su cui si modellano questi paesaggi sono sia le arenarie plioceniche sia le arenarie epiliguri. Si tratta di corpi rocciosi stratificati. I versanti sono generalmente acclivi e boscati. Questo paesaggio è particolarmente esteso nella parte centrale (tra Lavino e Reno) e sud-orientale dell'area.
I Colli con Frane e Calanchi
Questo paesaggio è caratterizzato da notevole complessità geologica e morfologica, che gli conferisce un aspetto composito e segnato da forti contrasti. A morbidi versanti, scarsamente acclivi e spesso coltivati, si susseguono incisioni calanchive. Ma l'aspetto che maggiormente caratterizza questo paesaggio è la diffusa presenza di fenomeni di dissesto franoso. Nei versanti e sul fondovalle il substrato è prevalentemente formato dalle cosiddette "Argille Scagliose": un complesso a struttura caotica in cui la matrice argillosa ingloba masse più o meno grandi di rocce calcaree, arenacee, marnose o stratificate. Frequentemente in posizione sommitale su questi versanti irregolari e con pendenze non eccessive, si ritrovano complessi rocciosi che, per la loro maggiore resistenza all'erosione, hanno pendenze più elevate e sono prevalentemente boscati.
Questo paesaggio è presente esclusivamente nella parte sud-occidentale dell'area (in sinistra Lavino).
I Primi Colli
Lungo il margine pedeappenninico si estende questa unità dove il paesaggio collinare si raccorda alla pianura con estrema gradualità. Il paesaggio è caratterizzato da una morfologia dolce, articolata in lunghi ripiani declinanti verso valle dove sono conservati antichi paleosuoli. Locali erosioni del reticolo idrografico minore formano valli scarsamente approfondite separate da crinali dalle ampie sommità dove affiorano le "sabbie gialle". Le rocce che compongono questa unità sono le formazioni delle Argille Azzurre e delle Sabbie Gialle (Pliocene – Pleistocene). Questo paesaggio è presente prevalentemente nella parte nord-occidentale dell'area (in sinistra Reno).
Piana dei Fiumi Appenninici
Comprende i fondivalle e gli sbocchi di fiumi e torrenti al margine. Il paesaggio deve le sue caratteristiche alla dinamica dei corsi d'acqua appenninici, i quali nel loro corso intravallivo hanno formato ridotti depositi nastriformi, e depositato allo sbocco in il loro carico più grossolano, formando corpi sedimentari noti come conoidi alluvionali.
I suoli sono prevalentemente poco evoluti, spesso costituiti da materiali grossolani, secondo un gradiente deposizionale trasversale all'asse del corso d'acqua. Talvolta lungo i fondivalle e lungo il margine appenninico si riconoscono, in forma di terrazzi più o meno ampi, lembi residuali di antichi livelli di piane alluvionali, su cui si rinvengono suoli molto sviluppati ed evoluti (paleosuoli), simili a quelli già descritti nel paesaggio precedente.
All'ampia variabilità geomorfologica, ovvero di substrati e di forme del paesaggio, corrisponde un'altrettanto elevata variabilità pedologica, sia in termini di caratteri funzionali (tessitura, scheletro, profondità) che di livello evolutivo.
La coltivazione della vite è diffusa in maniera preponderante a quote inferiori ai 300 m s.l.m.., in sinistra Reno su suoli a tessitura fine, con contenuto in calcare variabile e su suoli a tessitura moderatamente fine, con elevata componente limosa e molto calcarei.
I suoli a tessitura fine si rinvengono sia nei versanti generalmente dissestati su Argille Scagliose, sia nei primi rilievi collinari su Argille Azzurre Plio-pleistoceniche, sia sulle paleosuperfici subpianeggianti che corrispondono agli antichi conoidi alluvionali.
I suoli a tessitura moderatamente fine, con elevata componente limosa e molto calcarei, si ritrovano sulle facies siltose dei litotipi presenti nel paesaggio dei Colli con frane e calanchi e in quello dei Primi colli.
Dal punto di vista climatologico, con riferimento al trentennio 1961-1990 (riferimento climatico di base secondo le convenzioni dell'Organizzazione Meteorologica Mondiale), l'area è caratterizzata da una piovosità media annua che va da 800 mm nell'alta pianura a 1 200 mm nelle zone collinari più elevate e da temperature medie comprese, con inverso gradiente rispetto alle precipitazioni tra 14 °C e 12 °C. Nella bassa collina il bilancio idrico climatologico (differenza tra precipitazioni ed evapotraspirazione potenziale annue) evidenzia la presenza di un moderato deficit idrico (fino a 350 mm di deficit annuo) che può essere considerato un fattore positivo per la qualità delle produzioni vitivinicole, in quanto un certo stress idrico estivo favorisce nelle uve in maturazione la concentrazione degli zuccheri e la sintesi di componenti aromatici. Sopra la quota di circa 400 m s.l.m. il bilancio idrico climatologico evidenzia invece la presenza di un surplus idrico anche elevato (fino a 800 mm annui).
Le sommatorie termiche, calcolate con soglia 0 °C, vanno dai 4 500 ai 4 900 gradi giorno nella bassa collina. Sono inferiori a  500 gradi giorno sopra la quota di circa 400 m s.l.m.m. L'Indice di Winkler assume nella zona valori massimi di circa 2 100 nelle zone a quote meno elevate.
La disponibilità termica, almeno nella fascia sotto i 400 m s.l.m., è ottimale, per la crescita e la maturazione di un'ampia gamma di vitigni.
In Emilia-Romagna per il periodo 2030-2050 si prevedono temperature più elevate, precipitazioni più concentrate ed un aumento dell'intensità e durata degli episodi estremi di caldo e siccità.

## Storia
Plinio il Vecchio nel capitolo Ego sum pinus laeto di Naturalis historia scrisse che in «apicis collibus bononiensis» si produceva un vino frizzante e albano (cioè biondo), non abbastanza dolce per i gusti di un'epoca in cui veniva valorizzato il vino dolce e aromatizzato.
Nelle note abbaziali certosine vi sono molte menzioni del bianco locale, tra cui quella che recita: «Omnia alia vina in bonitate excedir»  (un vino superiore per bontà a tutti gli altri) e da cui si apprende che era ottenuto da "une pignole<3.
Nel 973 il Vescovo di Bologna Alberto concedeva l'Abbazia di Monteveglio, ricca di trenta tornature di vigneti, al Vescovo di Parma. 
Gli Statuti di Bologna del 1250 ordinavano la costruzione di una strada per trasportare dalle colline appenniniche i vini ottenuti e comprendono alcuni estimi del comprensorio vitivinicolo.
Il trattato "Ruralium commordorum", del 1300, descrive le caratteristiche organolettiche del pignoletto, vino gradito per piacevolezza e spuma dorata.
L'agronomo Agostino Gallo ne "Le venti giornate dell’agricoltura" del 1567, promuoveva l'impianto di "uve pignole", i cui vini erano molto richiesti; risale al 1596 il testo "De naturalis vinarium istoria de vitis italiane", del medico papale e botanico Andrea Bacci, che considerava «rare et optime» le qualità dell'uva pignola. Il giudizio veniva confermato da Soderini.
Giungendo al 1726, Cosimo Trinci descrive le caratteristiche del vitigno, che rispecchiano integralmente quelle del pignoletto odierno.

## Tecniche di produzione
1. Nell’etichettatura del superiore Classico, si può scrivere "Classico superiore” oppure solo "Classico"
Sono consentite solo le forme di allevamento a spalliera e cortina semplice o doppia cortina.
Le operazioni di vinificazione e l'imbottigliamento devono essere effettuate nella zona delimitata, fatta eccezione per la presa di spuma nei vini "frizzante" e "spumante", che può essere effettuata anche nei comuni di Bologna e Castelvetro di Modena.
È consentita la menzione «vigna» per tutte le tipologie.
Nell'etichetta della tipologia "frizzante" prodotta con fermentazione in bottiglia deve apparire la dicitura «rifermentazione in bottiglia»
Il vino Classico può essere immesso al consumo a partire dal 4 ottobre dell'anno successivo alla vendemmia.

## Disciplinare
La DOC Colli Bolognesi, approvata con DM 04.08.1997 G.U. 204, prevedeva la tipologia "Pignoletto"

La presente DOCG è stata riconosciuta con DM 08.11.2010 G.U. 278

Successivamente il disciplinare ha subito le seguenti modifiche:
- DM 30.11.2011 G.U. 295
- DM 07.03.2014 Pubblicato sul sito ufficiale del Mipaaf

La versione in vigore è stata approvata con L 65 del 02.03.2023  pubblicato sul sito ufficiale del Mipaaf

## Tipologie

### Frizzante
| uvaggio                        | Grechetto gentile 85% minimo. Altre uve a bacca bianca, comprese Pinot nero e Pinot grigio vinificate in bianco, 15% massimo. |
| titolo alcolometrico minimo    | 11,00% |
| acidità totale minima          | 4,00 g/l. |
| estratto secco minimo          | 15,00 g/l |
| resa massima di uva per ettaro | 120 q. |
| resa massima di uva in vino    | 70% |

### Spumante
| uvaggio                        | Grechetto gentile 85% minimo. Altre uve a bacca bianca, comprese Pinot nero e Pinot grigio vinificate in bianco, 15% massimo. |
| titolo alcolometrico minimo    | 11,00% |
| acidità totale minima          | 5,00 g/l. |
| estratto secco minimo          | 13,00 g/l |
| resa massima di uva per ettaro | 120 q. |
| resa massima di uva in vino    | 70% |

### Superiore
| uvaggio                        | Grechetto gentile 85% minimo. Altre uve a bacca bianca, comprese Pinot nero e Pinot grigio vinificate in bianco, 15% massimo. |
| titolo alcolometrico minimo    | 11,50% |
| acidità totale minima          | 4,00 g/l. |
| estratto secco minimo          | 15,00 g/l |
| resa massima di uva per ettaro | 110 q. |
| resa massima di uva in vino    | 70% |

### Classico
| uvaggio                        | Grechetto gentile 95% minimo. Altre uve a bacca bianca non aromatiche. |
| titolo alcolometrico minimo    | 12,00%                                                                 |
| zuccheri residui               | massimo 6 g/l.                                                         |
| acidità totale minima          | 4,00 g/l.                                                              |
| estratto secco minimo          | 16,00 g/l                                                              |
| resa massima di uva per ettaro | 90 q.                                                                  |
| resa massima di uva in vino    | 65%                                                                    |